# Maxie Rosenbloom
Max Everitt Rosenbloom, soprannominato "Slapsie Maxie" (Pittsburgh, 6 settembre 1904 – South Pasadena, 6 marzo 1976), è stato un pugile e attore statunitense.
Campione del mondo dei pesi mediomassimi dal 1932 al 1934.
La International Boxing Hall of Fame lo ha riconosciuto tra i più grandi pugili di ogni epoca.
Nel 1933 fece le sue prime apparizioni sul grande schermo e, nel 1936, ebbe un ruolo nel poliziesco La villa del mistero di Charles Vidor. La sua carriera di attore proseguì stabilmente anche dopo il suo ritiro dalla boxe nel 1939. Interpretò personaggi di gigante goffo ma bonario in numerose commedie hollywoodiane come Nulla sul serio (1937) e in drammi come Morire all'alba (1939).
Apparve anche alla radio e in televisione, soprattutto in serie antologiche come Playhouse 90, nell'episodio Requiem for a Heavyweight (1956), scritto da Rod Serling e ambientato nel modo della boxe, in cui Rosenbloom recitò accanto Jack Palance.

## Filmografia parziale

### Cinema
- Mr. Broadway, regia di Johnnie Walker (1933)
- La villa del mistero (Muss 'em Up), regia di Charles Vidor (1936)
- La grande città (Big City), regia di Frank Borzage (1937)
- Nulla sul serio (Nothing Sacred), regia di William A. Wellman (1937)
- Il gigante biondo (The Kid Comes Back), regia di B. Reeves Eason (1938)
- Il sapore del delitto (The Amazing Dr. Clitterhouse), regia di Anatole Litvak (1938)
- Pattuglia sottomarina (Submarine Patrol), regia di John Ford (1938)
- The Kid from Kokomo, regia di Lewis Seiler (1939)
- L'alfabeto dell'amore (Naughty But Nice), regia di Ray Enright (1939)
- Morire all'alba (Each Dawn I Die), regia di William Keighley (1939)
- Il Re della Louisiana (Louisiana Purchase), regia di Irving Cummings (1941)
- Verso le coste di Tripoli (To the Shores of Tripoli), regia di H. Bruce Humberstone (1942)
- The Boogie Man Will Get You, regia di Lew Landers (1942)
- La nave della morte (Follow the Boys), regia di A. Edward Sutherland (1944)
- Azzardo (Hazard), regia di George Marshall (1948)
- Skipalong Rosenbloom, regia di Sam Newfield (1951)
- Abbott and Costello Meet the Keystone Kops, regia di Charles Lamont (1955)
- Hollywood o morte! (Hollywood or Bust), regia di Frank Tashlin (1956)
- Ho sposato un mostro venuto dallo spazio (I Married a Monster from Outer Space), regia di Gene Fowler Jr. (1958)
- The Beat Generation, regia di Charles F. Haas (1959)
- Ragazzo tuttofare (The Bellboy), regia di Jerry Lewis (1960)
- La spia dal cappello verde (The Spy in the Green Hat), regia di Joseph Sargent (1967)
- La meravigliosa avventura di Sam e l'orsetto lavatore (My Side of the Mountain), regia di James B. Clark (1969)

### Televisione
- Damon Runyon Theater – serie TV, episodio 1x16 (1955)
- I detectives (The Detectives) – serie TV, episodio 2x34 (1961)
- Strega per amore (I Dream of Jeannie) – serie TV, episodio 4x07 (1968)

## Doppiatori italiani
- Nino Bonanni in Morire all'alba
- Cesare Polacco in Azzardo
- Vinicio Sofia in Hollywood o morte!
- Amilcare Pettinelli in Ragazzo tuttofare
- Manfredi Aliquò in Nulla sul serio (ridoppiaggio)[1]